# Каменоватка (река)
Каменоватка или Просянка, Прусянка (укр. Кам'яноватка, Просянка, Прусянка) — правый приток реки Тясмин, протекающий по Черкасскому району (Черкасская область, Украина).

## География
Длина — 14, 25,9 км. Площадь водосборного бассейна — 80,7 км².
Берёт начало северной окраине села Михайловка. Река в течёт на юго-запад. Впадает в реку Тясмин (на 116-км от её устья, в 1957 году — на 150-км) в селе Ревовка.
Русло средне-извилистое. В среднем течении обрывистые берега высотой 30 м (так называемый Пляковский карьер). На реке созданы пруды. Питание смешанное с преобладающим снеговым. Ледостав длится с начала декабря по середину марта. Пойма с очагами лесных насаждений.
Притоки (от истока до устья): безымянные ручьи.
Населённые пункты на реке (от истока до устья):
1. Михайловка
2. Пляковка
3. Ревовка